# Det Humanistiske Fakultet (Aarhus Universitet)
 For alternative betydninger, se Det Humanistiske Fakultet. (Se også artikler, som begynder med Det Humanistiske Fakultet)
Det Humanistiske Fakultet er fra 1. januar 2011 en del af hovedområdet Faculty of Arts ved Aarhus Universitet, bestående af det tidligere Humanistiske Fakultet, det tidligere Teologiske Fakultet og Danmarks institut for Pædagogik og Uddannelse.

## Historie
Fakultetet kan spore sit navn tilbage til cirka 1935, og er dermed det ældste fakultet på Aarhus Universitet. Fra 1934 fik fakultetet eksamensret, og de studerende skulle ikke længere til København for at færdiggøre studierne.

## Institutter (historisk)
- Institut for Antropologi, Arkæologi og Lingvistik
- Institut for Filosofi og Idehistorie
- Institut for Historie og Områdestudier
- Institut for Informations- og Medievidenskab
- Nordisk Institut
- Institut for Sprog, Litteratur og Kultur
- Institut for Æstetiske Fag